# Marco Heinig
Marco Heinig (* 1982 in Neubrandenburg) ist ein deutscher Dokumentarfilmregisseur, Aktivist und Journalist.

## Leben
Heinig studierte an den Technischen Universität Berlin Geschichte und Philosophie. 2014 beendete er sein Studium mit dem Magister artium. Neben dem Studium engagierte er sich in verschiedenen politischen Jugendorganisationen.

## Filmografie
- 2018: Hamburger Gitter – der G20-Gipfel als Schaufenster moderner Polizeiarbeit[3]
- 2022: RISE UP – Heimgesucht von Albträumen – auf der Suche nach Träumenden[4]
- 2024 ANTIFA Doku – Schulter an Schulter, wo der Staat versagte[5]